# Triaenodes fulvus
Triaenodes fulvus är en nattsländeart som beskrevs av Navás 1931. Triaenodes fulvus ingår i släktet Triaenodes och familjen långhornssländor. Inga underarter finns listade i Catalogue of Life.